# A dada (film)
A dada Damó Oszkár 1919-ben forgatott magyar némafilmje, sötét tónusú naturalista filmdrámája. A forgatókönyvet Bródy Sándor azonos című színműve (1902) alapján Forró Pál írta.
A rendezőasszisztens Fröhlich Károly volt. A filmet a Tanácsköztársaság idején forgatták, de csak 1920-ban mutatták be.
A címszereplőt, Bolygó Kis Erzsébet Gaál Annie alakította.
A filmet sokáig elveszettnek hitték, és Magyarországon csupán egy rossz állapotú, 200 m-es töredék maradt fenn belőle.
„Már maga a filmrevitel is nagy tett. Az egykorú kritika szerint – írja Nemeskürty – a film csodás tájakon játszódik, és kiválóan ábrázolja a magyar falu, a magyar paraszt életét. Kár, hogy elveszett.”
A film azóta előkerült. A Magyar Nemzeti Filmarchívum egy eredeti nitrofilm-kópiát kapott a Filmarchiv Austria-tól, amit ott restauráltak és egyidejűleg biztonsági filmszalagra mentettek át.

## Szereplők
- Bolygó Kis Erzsébet – Gaál Annie
- Erzsébet apja – Szarvasi Soma
- Erzsébet anyja – Breznay Anna
- Nagy Viktor, a csábító – Costa Viktor
- Kovács Péter gépész – Szőreghy Gyula
- Kékkövi Ella[5] – Lucy Wett
- Mattyasovszky Ilona[6]
- Kvártélyosné – Jakabffy Anna
- Falusi orvos – Leopold László
- Orvostanár – Sieder Adolf[7]
- Ujvári Miklós
- Müller Gizi
- Szemere Árpád[8]
- Szobalány – Valburg Adél
- Gépírólány – Singer Ilona
- Kékkövi bankár – Pethes Imre
- László Imre[9]
- Protis Danica
- Frigyes úr – Szalkai Lajos
- Daróczy Ilka

## Történet
Erzsébet leányanyaként szülte meg kislányát. Nagy Viktor, a gyermek apja nem akarja feleségül venni, de megigéri, hogy nősülése után anyagilag támogatni fogja. Addig is azt javasolja, hogy adja a kislányt dajkaságba, ő maga pedig menjen Pestre dadának. A gépész Kovács Péter épp aznap veszítette el balesetben a karját, amikor a kislány fogant. Feleségül venné Erzsébetet de a lány nem szereti, ezért a csábítója ajánlata szerint Pestre megy dajkának egy gazdag de erkölcstelen családhoz. Nagy Viktornak viszonya van a ház asszonyával, és magába bolondította még az asszony serdülő lányát is. Péter még egy kísérletet tesz, de Erzsébet ismét visszautasítja. Viszont amikor egy éjjel a ház ura próbálja megkörnyékezni, a felesége rajtakapja őket, és Erzsébetet elküldi a háztól. Az igazságtalanul elűzött lány öngyilkos lesz.

## A forgatási helyszínek
- Astra Filmgyár műtermei??

Külső felvételek:
- Cinkota
- Fót

## Érdekesség
- Bródy Sándor házasságon kívül született fia, Hunyady Sándor író 1890-ben Kolozsváron született.